# Abu Dhabi Plaza
Abu Dhabi Plaza, Абу-Дабі Плаза — хмарочос в місті Нур-Султан, Казахстан. Висота 75-поверхового хмарочосу складе 320 м (за різними даними). Будівництво було розпочато в 2010 і завершено в 2020 році.
Після завершення будівництва цей хмарочос стане найвищим хмарочосом Казахстану і Середньої Азії[уточнити].